# Raymond Guérin
Raymond Guérin (* 2. August 1905 in Paris; † 12. September 1955 in Bordeaux) war ein französischer Schriftsteller.

## Leben und Werk
Raymond Guérins Vater führte ein Restaurant und bestimmte seinen Sohn für den Kellnerberuf. Guérin, der literarisch interessiert war, ging nach Bordeaux und verdiente seinen Lebensunterhalt als Versicherungsangestellter, heiratete und ließ sich scheiden. Im Krieg gegen Hitlerdeutschland wurde er als Kompaniefeldwebel gefangen genommen und verbrachte dreieinhalb Jahre in deutschen Stalags, bis er durch den Einsatz von Jacques Chardonne freikam und nach Bordeaux zurückkehrte. Er starb im Alter von 50 Jahren an einer Rippenfellentzündung.
Literarisch zielte Guérin auf den (unvollendeten) „Entwurf einer Mythologie der Wirklichkeit“, in dessen Dienst er drei Romane schrieb, die von Kindheit und Jugend (Der Lehrling), Liebe und Ehe (Unter soviel anderen Feuern) und vom Gefangenenlager (Die Kraken) handeln. Sein Stil ist bitter und oft brutal. Um 1980 wurde der schon vergessene Autor wiederentdeckt. Seine Bücher wurden neu herausgegeben und nachgelassene Schriften sowie Korrespondenzen zugänglich gemacht. Der Journalist und Schriftsteller Jean-Paul Kauffmann (* 1944), der drei Jahre im Libanon in Geiselhaft war, widmete ihm eine Biographie, so auch Bruno Curatolo (1953–2018). Eine deutsch geschriebene Analyse seiner Hauptwerke stammt von dem Romanisten und Emmanuel-Bove-Übersetzer Thomas Laux (* 1955).

## Werke (Auswahl)
- Zobain. Gallimard, Paris 1936.
- Quand vient la fin. Gallimard, Paris 1941. 1945 (mit Après la fin), 1982.
- Ébauche d’une mythologie de la réalité. 3 Bde. 1946–1953.
  - 1. L’Apprenti. Fiction. Gallimard, Paris 1946, 1981.
  - 2. Parmi tant d’autres feux. Fiction. Gallimard, Paris 1949, 1983.
  - 3. Les poulpes. Fiction. Gallimard, Paris 1953. Le Tout sur le tout, Paris 1983.
- La Confession de Diogène. Gallimard, Paris 1947. Le Passeur-Cecofop, Nantes 1999 (Vorwort von Bruno Curatolo).
- La main passe ou Si les mots sont usés. Roman. Scorpion, Paris 1947. La Bartavelle, Charlieu 1996.
- La Peau dure. Éditions des artistes, Brüssel 1948. Le Tout sur le Tout, Paris 1981.
- Un romancier dit son mot. Corréa, Paris 1948.
- Empédocle. Mythe. Gallimard, Paris 1950.
- Du côté de chez Malaparte. La Boîte à clous, Bordeaux 1950. Finitude, Bordeaux 2003. Édition augmentée de fragments inédits, de photographies et d’une postface de l’éditeur. Finitude, Bordeaux 2009.
- La tête vide. Gallimard, Paris 1952, 1998.
- Le Pus de la plaie. Journal de maladie. Le Tout sur le Tout, Paris 1982.
- Le Temps de la sottise. Le Dilettante, Paris 1988, 2003. (autobiographisch)
- Humeurs. Le Dilettante, Paris 1996.
- Retour de Barbarie. Finitude, Bordeaux 2005. (Vorwort von Jean-Paul Kauffmann)
- Représailles. 1944. Finitude, Bordeaux 2006.
- Lettres à Déjanire. Librairie la Nerthe, Toulon 2006.